# Steffen Karl
Steffen Karl (* 3. Februar 1970 in Hohenmölsen) ist ein ehemaliger deutscher Fußballspieler. Er spielte unter anderem Erstligafußball für den Halleschen FC Chemie, für Borussia Dortmund und Hertha BSC.

## Sportliche Laufbahn
Über die Betriebssportgemeinschaften (BSG) Medizin Halle-Nietleben und Empor Halle kam der 12-jährige Steffen Karl 1982 zum Hallenser Fußballschwerpunkt Hallescher FC Chemie (HFC). Bereits mit 15 Jahren wurde er für die U-16-Auswahl der DDR entdeckt und absolvierte bis 1989 31 Länderspiele für die verschiedenen Nachwuchs-Nationalmannschaften. Mit der U-18-Mannschaft wurde er 1988 Dritter der Junioren-Europameisterschaft und bei der U-20-Weltmeisterschaft bestritt er alle drei Vorrundenspiele der DDR-Auswahl, die danach aus dem Wettbewerb ausschied. Beim HFC spielte er bis 1988 in der Juniorenmannschaft und absolvierte eine Lehre zum Elektromonteur. Zur Saison 1988/89 wurde er offiziell in die erste Männermannschaft aufgenommen. In der Rückrunde der Spielzeit 1987/88 kam Karl zu ersten Einsätzen in der DDR-Oberliga. Seinen Einstand in der DDR-Eliteliga gab er am 2. April 1988 in der Begegnung des 19. Spieltages HFC – 1. FC Lok Leipzig. Während er dort noch Einwechselspieler war, stand er in seinen weiteren Spielen bis zum Saisonende als Mittelfeldspieler noch fünfmal in der Startelf. In der folgenden Saison 1988/89 war er mit 25 Einsätzen bei 26 Punktspielen als Mittelfeldspieler bereits Stammspieler der Hallenser. Im Sommer 1989 wurden seine Pläne zur Flucht aus der DDR bekannt, was den sofortigen Ausschluss aus dem HFC und die Versetzung zur drittklassigen BSG Stahl Walzwerk Hettstedt zur Folge hatte. Im November 1989 wurde er zum Wehrdienst eingezogen.

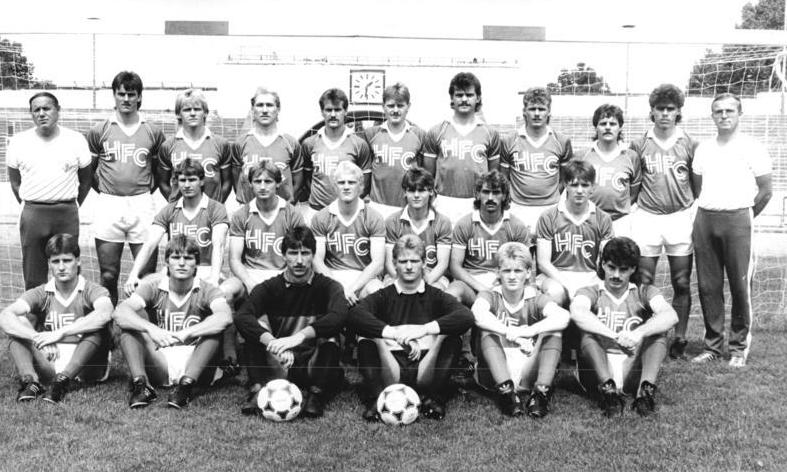
Steffen Karl (hintere Reihe, zweiter von rechts) mit Halleschen FC Chemie im Jahr 1988

In den Wirren der politischen Wende von 1989 setzte er sich im Januar 1990 von der Armee ab, verließ die noch bestehende DDR, absolvierte zunächst ein Probetraining bei Borussia Mönchengladbach, unterschrieb dann aber einen Vertrag beim Bundesligisten Borussia Dortmund. Dort kam er im März und April 1990 noch zu zwei Bundesligaeinsätzen. In der Saison 1990/91 wurde Karl von Trainer Horst Köppel erst vom 18. Spieltag an eingesetzt. Nachdem er siebenmal als Mittelfeldspieler in der Anfangself gestanden hatte, wurde er anschließend nur noch als Einwechselspieler aufgeboten. Erst unter Ottmar Hitzfeld gelang es Karl, sich 1991/92 als Mittelfeldspieler in der Stammelf zu etablieren. In den beiden folgenden Spielzeiten fiel er jedoch wieder in den Status eines Ersatzspielers zurück. Zum Jahresende 1993 schied Karl bei Borussia aus. Von den 140 Punktspielen während seiner Dortmunder Zeit bestritt Karl 72 Partien, in denen er zwei Tore erzielte.
Für den Rest der Saison wurde Karl an den englischen Erstligisten Manchester City ausgeliehen, für den er sechs Punktspiele bestritt und ein Tor erzielte. Zur Saison 1994/95 wechselte er für ein Jahr in die Schweiz zum FC Sion, bis er 1995 nach Deutschland zu Hertha BSC in die 2. Bundesliga zurückkehrte. In Berlin wurde er Stammspieler und stieg mit der Hertha im Sommer 1997 in die Bundesliga auf. Nach einem Jahr Bundesliga ging Karl 1998 wieder in die 2. Bundesliga zum FC St. Pauli. Nach zwei Jahren in Hamburg wechselte Karl zuerst zu Vålerenga Oslo nach Norwegen und ein Jahr später nach Bulgarien zu Lokomotive Sofia. Dort konnte nicht Fuß fassen und ging 2003 zurück nach Deutschland zum Regionalligisten Chemnitzer FC. In Chemnitz wurde er im Zuge des Fußballskandals im Mai 2005 entlassen und schloss sich im Sommer dem Landesligisten VfB Fortuna Chemnitz an, wo er zum Ende der Saison 2007/08 seine Karriere als Leistungssportler beendete. Als Freizeitfußballer spielte er danach unterklassig bei Viktoria Einsiedel.
Für Dortmund und Hertha BSC absolvierte der Mittelfeldspieler zwischen 1990 und 1998 insgesamt 99 Bundesligaspiele. Seine größten Erfolge waren die Vizemeisterschaft 1992 und das Erreichen des UEFA-Cup-Finales 1993 mit Borussia Dortmund. In dem Finalspiel, das gegen Juventus Turin verloren wurde, kam Karl sowohl im Hinspiel als auch im Rückspiel zum Einsatz. Für Hertha BSC und den FC St. Pauli absolvierte er 94 Spiele in der 2. Bundesliga. Zwischen 2003 und 2005 spielte Karl 51-mal für den Chemnitzer FC in der Regionalliga.

## Spielweise
Steffen Karl war für seinen enormen Schuss (Vollspann) bekannt. So wurde er bei Hallenfussballturnieren vorzugsweise als Torwart eingesetzt. Neben seinem Talent auf dieser Position hatte die Mannschaft den Vorteil eines weiteren Feldspielers, der, wenn er entsprechend freigespielt wurde, seine berüchtigten Torschüsse ansetzen konnte. Aufgrund seiner Schusskraft und seines Nachnamens wurde er mannschaftsintern, angelehnt an eine in den 90er Jahren bekannten Obi-Werbung, „Eisen-Karl“ genannt.

## Verwicklung in den Fußball-Wettskandal 2005
Im März 2005 wurde Steffen Karl nach einem Haftbefehl der Staatsanwaltschaft Berlin-Tiergarten in Chemnitz festgenommen. In Zusammenhang mit dem Fußball-Wettskandal 2005 wurde ihm vorgeworfen, am letzten Spieltag der Saison 2003/04 dem damaligen Torwart von Energie Cottbus, Georg Koch, telefonisch 18.000 Euro geboten zu haben, dafür, dass dieser im Spiel gegen SSV Jahn Regensburg „ein, zwei Bälle“ ins Tor lassen würde. Koch lehnte jedoch ab und saß außerdem bei diesem Spiel, das 3:0 für Cottbus endete, lediglich auf der Bank.
Des Weiteren sollte Steffen Karl gegen Bezahlung im Regionalliga-Spiel des SC Paderborn 07 gegen den Chemnitzer FC einen Elfmeter verursachen, um das von Robert Hoyzer geleitete Spiel zu manipulieren. Das Spiel endete 4:0, wobei Paderborn zwei Elfmeter hatte. Karl konnte jedoch keine Manipulation nachgewiesen werden, da die beiden Elfmeter von anderen Spielern verursacht wurden.
Nach drei Tagen Untersuchungshaft wurde er aus dem Gefängnis entlassen. Als Konsequenz löste der Chemnitzer FC am 22. Mai 2005 Steffen Karls Vertrag mit sofortiger Wirkung auf. Während des Gerichtsverfahrens gegen ihn gestand Karl Manipulationsversuche bei zwei Spielen. Er wurde am 8. Dezember 2005 zu einer neunmonatigen Gefängnisstrafe auf vier Jahre zur Bewährung verurteilt.
Im Jahr 2010 wurde Karl im Fußballbereich für ein Jahr gesperrt, weil er als Präsident des Kreisligisten Viktoria Einsiedel Drahtzieher eines 9:2-Sieges gegen BSC Rapid Chemnitz II gewesen sein soll.